# Epiteli escatós simple
Un epiteli escatós simple és una sola capa de cèl·lules planes en contacte amb la làmina basal (una de les dues capes de la membrana basal) de l'epiteli. Aquest tipus d'epiteli sol ser permeable i es produeix quan petites molècules han de passar ràpidament per les membranes mitjançant filtració o difusió. Els epitelis escatosos simples es troben en capil·lars, alvèols, glomèruls i altres teixits on cal una difusió ràpida. Dins del sistema cardiovascular, com ara els revestiments capil·lars o l'interior del cor, l'epiteli escatós simple s'anomena específicament endoteli. Les cèl·lules són planes amb nuclis aplanats i oblongs. També s'anomena epiteli de paviment per la seva aparença de teula. Aquest epiteli s'associa amb filtració i difusió. Aquest teixit és extremadament prim i forma un delicat revestiment. Ofereix molt poca protecció.